# Floyd O'Brien
Floyd O'Brien (Chicago, 7 mei 1904 - aldaar, 26 november 1968) was een Amerikaanse jazztrombonist.

## Biografie
O'Brien speelde in de jaren 20 in de Austin High School Gang (als niet-officieel lid), later speelde hij in de bands van Earl Fuller, Floyd Town, Charles Pierce, Thelma Terry en Husk O'Hare. In 1930-31 werkte hij in een theaterband in Des Moines, Iowa. Hij verhuisde naar New York en speelde daar met Mal Hallett, Joe Venuti, Smith Ballew, Mike Durso (1933–'34), Phil Harris (1935–39), Gene Krupa (1939–40) en Bob Crosby (1940–42).
In 1943 vertrok hij naar Los Angeles en was daar kort actief in de bigband van Eddie Miller. Hij nam op met Bunk Johnson en speelde met Shorty Sherock, Jack Teagarden, en Wingy Manone. Eind jaren 40 keerde hij terug naar Chicago, hier werkte hij samen met Bud Freeman, Art Hodes en Danny Alvin. 
O'Brien heeft opgenomen met o.a. Freeman, Eddie Condon (vanaf 1933), Fats Waller, Mezz Mezzrow, George Wettling (1940), Charles LaVere (1944), Albert Nicholas (1959) en Smokey Stover. Hij heeft één sessie op eigen naam gedaan met als resultaat twee singles voor Jump Records (1945). Deze nummers zijn ook uitgekomen onder de naam van Charles LaVere.